# ユア・マザー・シュッド・ノウ
「ユア・マザー・シュッド・ノウ」（Your Mother Should Know）は、ビートルズの楽曲である。1967年に放送されたテレビ映画『マジカル・ミステリー・ツアー』の挿入歌で、同名のEP盤とキャピトル編集盤にも収録された。レノン＝マッカートニー名義となっているが、ポール・マッカートニーによって書かれた楽曲。タイトルは1961年に公開された映画『蜜の味』のセリフに由来しており、歌詞はジェネレーションギャップの問題や、母親の気持ちを理解できない娘について歌われている。テレビ映画ではビートルズが襟にバラを挿した白いテイルコートを身に纏い、ツアー客と一緒に歌い踊るシーンで使用された。
「ユア・マザー・シュッド・ノウ」は、同じくマッカートニー作の「ホエン・アイム・シックスティ・フォー」を彷彿させるミュージックホール調の楽曲で、衛星中継特別番組『OUR WORLD 〜われらの世界〜』のために提供された楽曲の1つであった。1967年8月末にロンドンのチャペル・レコーディング・スタジオで本作の最初のセッションが行なわれ、このセッションがマネージャーのブライアン・エプスタインが生前に参加した最後のセッションとなった。

## 背景
マッカートニーは、ロンドンのセント・ジョンズ・ウッドにある自宅で、ハーモニウムを弾きながら「ユア・マザー・シュッド・ノウ」を書き始めた。この時に叔父のハリーと叔母のジンが自宅を訪ねてきており、この日の家族間での会話が本作の主題に影響を与えたとされている。曲のタイトルは、1961年に公開された映画『蜜の味』に由来している。
マッカートニーは、本作について「僕はジェネレーションギャップというものがキライだ。親と子がわかりあえないというのはとても残念なことだとずっと思ってる。母親が子供にわかってもらえないというのはとても悲しいことだ。母親は子供が抱いている苦痛とかそれらすべてを経験してきたうえで、子供を大きな愛情で包んでいるというのに。人間以外の動物も同じさ。でもちょっとしたもめごとが原因で仲違いするとそれが生涯続いたりする。だから僕は世代間の争いなんてするべきじゃないとずっと言い続けているんだ。『ユア・マザー・シュッド・ノウ』では、『お母さんは君の想像以上にたくさんのことを知ってる。大切にしよう』ということを言おうとしたんだ」と語っている。
マッカートニーは、テレビ映画『マジカル・ミステリー・ツアー』の構想を練っている際、本作を「プロダクションナンバー」とすることを考えていた。同年5月に映画のタイトル曲のレコーディングを終えた段階で、ジョン・レノンとジョージ・ハリスンがこの計画に無関心であったため、映画のプロジェクトは一度中断することとなった。同年に放送された衛星中継特別番組『OUR WORLD 〜われらの世界〜』に出演するにあたり、同番組のためにマッカートニーは本作を提出したが、放送にはレノン作の「愛こそはすべて」が選ばれた。

## 曲の構成
「ユア・マザー・シュッド・ノウ」のキーはAマイナーで、4分の4拍子で演奏される。ヴァース‐コーラスとそれに対比する楽器のみのブリッジで構成されている。最後のヴァース‐コーラスでは歌詞の代わりに「da da da」というフレーズが含まれているが、これはミュージックホールの伝統を取り入れたもの。
同じくマッカートニー作の「ホエン・アイム・シックスティ・フォー」を彷彿させるミュージックホール調の楽曲で、歌詞では「シーズ・リーヴィング・ホーム」でも見られる母親への同情的な描写が繰り返されている。作家のドイル・グリーンは、「『シーズ・リーヴィング・ホーム』は10代の家出少女とその両親への同情が歌われているが、『ユア・マザー・シュッド・ノウ』で歌われる世代の理解はより一方的なもので、“母親の権威と若者の法令厳守”を示唆している」という見解を述べている。

## レコーディング
「ユア・マザー・シュッド・ノウ」のレコーディングは、1967年8月22日に開始された。ビートルズにとっては2か月ぶりのセッションとなった。しかしながら、EMIレコーディング・スタジオがすぐに使用できる状態ではなかったため、レコーディングはロンドン中心部にあるチャペル・レコーディング・スタジオで行なわれた。チャペル・レコーディング・スタジオでのセッションは翌日まで続き、同日にレノン、マッカートニー、ハリスンのボーカル（バッキング・ボーカルを含む）がオーバー・ダビングされた。なお、このセッションがマネージャーのブライアン・エプスタインが生前に参加した最後のセッションとなった。
マッカートニーがチャペル・レコーディング・スタジオでのテイクに不満を持ったことから、9月16日にEMIレコーディング・スタジオでリメイクが行なわれたが、このテイクは破棄されることとなった。9月29日にチャペル・レコーディング・スタジオでのテイクに対して、マッカートニーのベースとレノンのハモンドオルガンがオーバー・ダビングした。後者はボーカルが入っていないブリッジ部分に加えられた。ミキシングは11月7日に行なわれ、ステレオ・ミックスのボーカルにはパンニング処理が施された。

## リリース・評価
「ユア・マザー・シュッド・ノウ」は、1967年12月8日にイギリスで6曲入りの2枚組EP盤の収録曲として発売された。しかし、アメリカでは既にEPの形態が廃れていたため、同年に発売されたシングル5曲を追加したLP盤として発売された。なお、このLP盤は2枚組EP盤に先行するかたちで11月27日に発売された。12月26日にBBC Oneでテレビ映画『マジカル・ミステリー・ツアー』が放送されたが、カラーではなくモノクロで放送された。視聴者から不評の声が相次ぎ、同映画は「ビートルズ初の失敗作」と称された。これにより、アメリカでの放送は見送られることとなった。
テレビ映画では、メンバー全員が襟にバラを挿した白いテイルコートを身に纏い、ツアー客と一緒に歌い踊るシーンで使用された。このシーンは9月24日にイギリス空軍の基地にある未使用となっていた格納庫で撮影され、約160人のダンサーと24人の女性士官候補生がエキストラとして参加した。なお、このシーンで他のメンバーが赤いバラを挿しているのに対し、マッカートニーだけが黒いバラを挿していることから、「ポール死亡説」の根拠となったというエピソードがある。
楽曲について、『メロディ・メイカー』誌のボブ・ドーバーンは、同じくマッカートニー作の「フール・オン・ザ・ヒル」とともに「2つの最も瞬間的に興味をそそる楽曲の1つ」として挙げており、「一聴しただけで記憶に残る曲」と評している。『ニューヨーク・タイムズ』紙のリチャード・ゴールドスタインは「夕食後の会話と同じくらい冗長で退屈」と評している。音楽評論家のイアン・マクドナルドは、本作のステレオ・ミックスにおけるパンニング処理について「革新的である」とする一方で、「ミドルエイトが思いつかなかったという事実を隠すための策略」という見解を示している。

## クレジット
※出典
- ポール・マッカートニー - リード・ボーカル、バッキング・ボーカル、ベース、ピアノ
- ジョン・レノン - バッキング・ボーカル、ハモンドオルガン
- ジョージ・ハリスン - バッキング・ボーカル、ギター
- リンゴ・スター - ドラム、タンバリン
- ジョージ・マーティン - プロデュース

## カバーやその他のバージョン
本作は、ケニー・ボール & ヒズ・ジャズメン、フィリス・ニューマン、バド・シャンク、トラビス・ショック、マイク・バットらによってカバーされ、日本でも茂木由多加、山中千尋、竹内まりやらによってカバーされた。アル・ヤンコビックが1989年に発売したサウンドトラック・アルバム『UHF - Original Motion Picture Soundtrack and Other Stuff』の表題曲のミュージック・ビデオには、『マジカル・ミステリー・ツアー』での本作のパロディが含まれている。
1996年に発売された『ザ・ビートルズ・アンソロジー2』には、9月16日のセッションで録音されたテイク27が収録された。このテイクではマッカートニーがハーモニウムを演奏している。マッカートニーは2013年の「Out There」ツアーで本作を演奏しており、同ツアーが本作がライブで演奏された初の例となった。